# Stefan Żarski
Stefan Żarski (ur. 29 marca 1927, zm. 5 listopada 2020) – polski neurolog, profesor nauk medycznych.

## Życiorys
Był żołnierzem Armii Krajowej, następnie majorem Wojska Polskiego.
W 1950 r. ukończył studia medyczne w Akademii Medycznej w Warszawie, w 1984 r. uzyskał tytuł profesora nauk medycznych. Został pracownikiem naukowym w Instytucie Reumatologicznym im. prof. dr hab. med. Eleonory Reicher.
Zmarł 5 listopada 2020, pochowany został 25 listopada na Cmentarzu Powązkowskim w Warszawie, brama IV, kwatera 319-3-19.